# 小行星19476
小行星19476（19476 Denduluri）是一颗绕太阳运转的小行星，为主小行星带小行星。该小行星于1998年4月21日发现。

## 轨道参数
小行星19476的轨道半长轴为2.7458818 UA，离心率为0.027。